# 水蘸汁

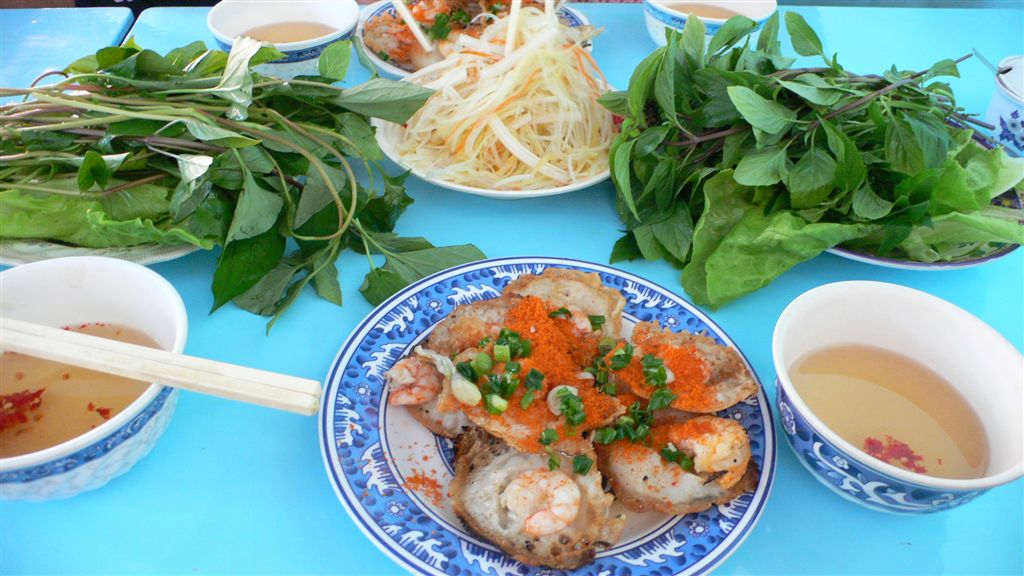
越南的早饭的餐桌。茶碗里的半透明酱汁为水蘸汁。

水蘸汁（越南语：／），亦称为甜魚露或甜酸汁，因為沒有魚露那股濃烈味，在越南菜中廣泛使用，是一种混合鱼露、青檸汁、辣椒、蒜茸、醋和糖等調製而成半透明甜酸酱汁。越南人在吃很多食物时都常蘸其而食用。